# I'll Do My Best
Albums de The Ritchie Family
Give Me A Break All night all right
I'll do my best est le titre du huitième album du groupe The Ritchie Family.

## Autour de l'album
Le groupe revient après un an d'absence discographique. Jacques Morali a abandonné la production de l'album au profit de Jacques Fred Petrus et Mauro Malavasi tout en restant producteur exécutif de l'album.
Le groupe adopte un virage musical qu'il avait déjà amorcé au cours de l'album précédent (Give A Break). I'll do my best marque le retour du trio sur le devant de la scène et se classe en 27e position des charts américains. La chanson deviendra un des standarts de la musique funk des années 1980 et sera incluse dans beaucoup de compilations.
Elle sera également rémixée en 1995 et 1996 pour une commercialisation européenne sans toutefois retrouver le même succès.Plusieurs singles seront extraits de l'album afin de l'exploiter au maximum et la chanson This love's on me sera remixée et mixée à Tonight I need to have your love (face b du premier single) pour les besoins d'un maxi single édité uniquement pour l'Europe.

## I'll do my best

### Face A
- I'll do my best (for you baby) 5.22
- This love's on me 4.51
- One and only 4.30
- You can always count on me 4.15

### Face B
- Walk with me 4.19
- Alright on the night 5.04
- Tonight I need to have your love 4.08
- You've got me dancin' 4.50

## Singles et Maxi-Singles
- I'll do my best (5.22)/You've got me dancin' (4.50) - RCA USA 12"
- I'll do my best (5.22)/I'll do my best (5.22) - Barclay France 12" promo
- I'll do my best (5.22)/Tonight I need... (4.08) - High Fashion Music Pays-Bas 12"
- I'll do my best (3.32)/Tonight I need... (4.08) - High Fashion Music Pays-Bas 7"

- Alright on the night (5.04)/You can always count on me (4.15) - RCA USA 12"

- Walk with me/ Tonight I need...(4.08) - RCA USA 7"

- This love's on me(4.51)/Tonight I need...(4.08) - High Fashion Music Pays-Bas 7"
- This love's on me - Tonigh I need to have your love (Crossover remix 8.10)/This love's on me - Tonight I need to have your love (Disco Crossover remix 8.10) - You've got me dancin' (4.50) - High Fashion Music Pays-Bas 12"